# Farrukh Ismayilov
Pour les articles homonymes, voir Ismayilov.
Farrukh Ismayilov (en azéri : Fərrux İsmayılov), né le 30 août 1978 en Azerbaïdjan, est un footballeur international azerbaïdjanais, qui évoluait au poste d'attaquant.

## Biographie

### Carrière de joueur
Farrukh Ismayilov dispute 8 matchs en Coupe de l'UEFA, et un match en Coupe Intertoto,.

### Carrière internationale
Farrukh Ismayilov compte 34 sélections et 5 buts avec l'équipe d'Azerbaïdjan entre 1998 et 2007. 
Il est convoqué pour la première fois par le sélectionneur national Vagif Sadygov pour un match amical contre la Géorgie le 12 août 1998 (victoire 1-0). Par la suite, le 5 septembre 2001, il inscrit son premier but en sélection contre la Macédoine, lors d'un match des éliminatoires de la Coupe du monde 2002 (1-1). Il reçoit sa dernière sélection le 17 octobre 2007 contre la Serbie (défaite 6-1).

## Palmarès
- Avec le Neftchi Bakou
  - Vainqueur de la Coupe d'Azerbaïdjan en 2002